# Ryan Thomas (cyclisme)
Pour le footballeur néo-zélandais, voir Ryan Thomas. Pour les homonymes, voir Thomas.
Ryan Thomas, né le 2 février 1995 à Inverell, est un coureur cycliste australien, membre de l'équipe ARA Pro Racing Sunshine Coast.

## Biographie
En 2014, Ryan Thomas termine deuxième d'une étape sur l'Adelaide Tour. 
Pour la saison 2015, il intègre l'équipe continentale australienne Data3 Symantec Racing-Scody. Avec elle, il se distingue dès sa reprise au mois de janvier en terminant septième de la relevée Mitchelton Bay Classic, qui inaugure le calendrier cycliste australien. En septembre, il est engagé sur le Tour du lac Poyang, compétition chinoise non inscrite au calendrier UCI, où il distingue sur quatre étapes (2e, 5e, 5e et 9e). Le 1er octobre, il se classe septième de la deuxième étape du Tour de Bornéo en Malaisie, au terme d'un sprint massif.
En 2016, il se classe septième du critérium espoirs aux championnats d'Australie, tout en ayant remporté deux sprints intermédiaires. Peu de temps après, il se présente au départ de la New Zeland Cycle Classic. Dans cette épreuve, il porte durant une journée le maillot de leader, et termine treizième du classement général.
En 2017, il rejoint le club Oliver's Real Food. Sixième du championnat d'Australie du critérium espoirs, il se distingue durant l'été en prenant la deuxième place du Tour of the Great South Coast, manche du National Road Series. En octobre, il termine septième et meilleur jeune du Jelajah Malaysia.

## Palmarès
- 2011
  - 2e du championnat d'Australie sur route cadets
- 2017
  - 2e du Tour of the Great South Coast
- 2019
  - Tour de Tweed :
    - Classement général
    - 2e étape

  - 3e du Ronde van Kruiningen

## Classements mondiaux
| Année            | 2016 | 2017 | 2018 |
| ---------------- | ---- | ---- | ---- |
| UCI Oceania Tour | 94e  |      | 9e   |
| UCI Asia Tour    |      | 396e |      |